# Mikaël Antoine Mouradian
Mikaël Antoine Mouradian (in armeno: Միգայել Մուրատեան; Beirut, 5 luglio 1961) è un vescovo cattolico libanese, dal 29 dicembre 2014 eparca di Nostra Signora di Nareg in Glendale degli armeni.

## Biografia
È nato a Beirut, in Libano, il 5 luglio 1961 da Sarkis e Therese Mouradian.
Dopo aver ricevuto gli studi primari presso l'Accademia delle Suore Armene a Zahle (Libano), fu ammesso prima nel Seminario dell'Congregazione Patriarcale di Bzommar nel 1973 poi al Pontificio Collegio Armeno di Roma nel 1981, frequentando a Roma la Pontificia università "San Tommaso d'Aquino" dei Padri domenicani. Nel 1986 si è laureato in teologia e con licenza filosofica.
Si è specializzato in pastorale giovanile presso “Institut Catholique” di Lione nel 1987.
È stato ordinato sacerdote il 24 ottobre 1987, a Parigi, da mons. Krikor Ghabroyan, come membro dell'Istituto del Clero Patriarcale di Bzommar. Dopo la sua ordinazione ricevette numerosi incarichi in giro per il mondo.

## Ministero sacerdotale ed episcopale
Grazie al proprio spirito di dedizione servizio padre Mikael ha ricevuto numerosi incarichi in diverse parti del mondo dove ci sussistono le comunità armene:
Primo incarico fu quello di rettore aggiunto del seminario di Bzommar. Tale incarico fu da lui ricoperto tra il 1987 e il 1988. Successivamente divenne rettore aggiunto del seminario di Aleppo.
Nei primi anni Novanta è stato parroco della chiesa armeno-cattolica di Nostra Signora dell'Universo a Damasco, 1991 viceparroco di Santa Croce a Zalka, nuovamente parroco di varie comunità cattoliche nelle province settentrionali dell'Armenia tra il 1992 e il 2001. Rimase in Armenia fino al 2001 anche come segretario generale e direttore esecutivo di Caritas Armenia (Catholic Charities).
Nel 2000 il Ministero della Cultura e della Scienza della Repubblica di Armenia gli conferì il titolo di professore onorario dell'Università Pedagogica dell'Armenia "Mikael Nalbandian".
Sempre nel 2001 rientrò in Libano, dove fu parroco di Nostra Signora dell'Annunciazione a Beirut, direttore spirituale del seminario di Bzommar e cappellano dell'organizzazione giovanile armeno-cattolica. Contemporaneamente collaborò alla redazione della rivista ufficiale del Patriarcato.
Dal 2005 al 2007 è stato rettore del Pontificio Collegio Armeno di Roma, contemporaneamente incaricato quale procuratore patriarcale presso la Santa Sede. Ricoprendo questo ruolo ebbe modo di visitare diverse chiese armene in Italia e nella medesima ottica di servizio e diffusione della cultura armena, il 23 maggio 2007 fu in Puglia per celebrare la Santa Messa in rito armeno presso la Confraternita dell'Immacolata dei Nobili a Martina Franca.
Nel luglio 2007, l'assemblea generale dell'Istituto del Clero Patriarcale di Bzommar lo elesse vicario patriarcale dello stesso istituto e superiore del Monastero di Nostra Signora di Bzommar.
Il 20 maggio 2011 papa Benedetto XVI lo ha nominato quarto eparca di Nostra Signora di Nareg per le comunità armene cattoliche negli Stati Uniti e in Canada. Il 31 luglio 2011, mons. Mouradian è stato ordinato vescovo dal patriarca Nerses Bedros XIX Tarmouni, nel Monastero di Nostra Signora di Nareg (Libano). La sua presa di possesso come vescovo di Nostra Signora di Nareg ha avuto luogo il 2 ottobre 2011 a Brooklyn.
Attualmente è membro del Sinodo dei vescovi armeno-cattolico, co-presidente dell'Armenian American Museum e membro dell'Armenian Genocide Committee (AGC).

## Genealogia episcopale
La genealogia episcopale è:
- Cardinale Scipione Rebiba
- Cardinale Giulio Antonio Santori
- Cardinale Girolamo Bernerio, O.P.
- Arcivescovo Galeazzo Sanvitale
- Cardinale Ludovico Ludovisi
- Cardinale Luigi Caetani
- Cardinale Ulderico Carpegna
- Cardinale Paluzzo Paluzzi Altieri degli Albertoni
- Papa Benedetto XIII
- Papa Benedetto XIV
- Papa Clemente XIII
- Cardinale Bernardino Giraud
- Cardinale Alessandro Mattei
- Cardinale Pietro Francesco Galleffi
- Cardinale Giacomo Filippo Fransoni
- Cardinale Andon Bedros IX Hassoun
- Patriarca Stepanos Bedros X Azarian
- Patriarca Avedis Bedros XIV Arpiarian
- Patriarca Iknadios Bedros XVI Batanian
- Patriarca Hovhannes Bedros XVIII Kasparian, I.C.P.B.
- Patriarca Nerses Bedros XIX Tarmouni
- Vescovo Mikaël Antoine Mouradian, I.C.P.B.